# NOMA (5G)
NOMA (англ. Non-Orthogonal Multiple Access) — метод неортогонального множинного доступу в системах стільникового зв'язку 5-го покоління (5G).

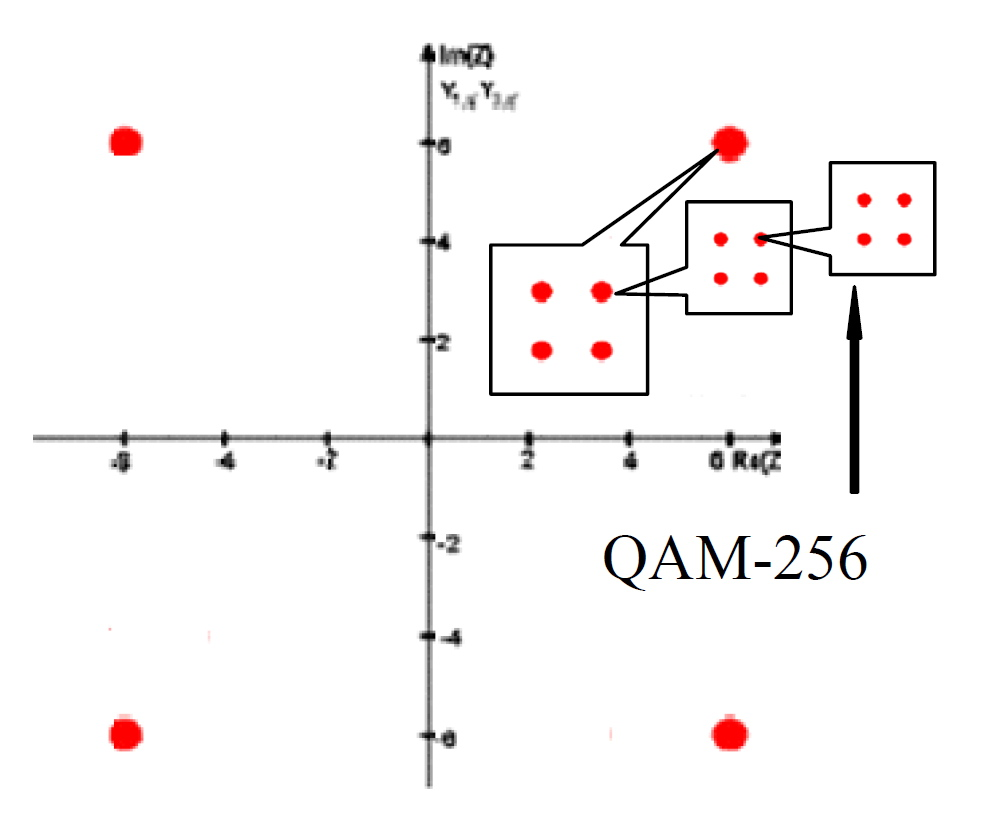
Принцип розділу каналів на основі ієрархічної модуляції NOMA

Метод NOMA передбачає, що в один і той же час, на тих же самих частотах з однаковим методом розширення спектру та кодування сигналів може бути надано множинний доступ до мережі на основі розподілу потужностей сигналів. Іншими словами, для множинного доступу в NOMA був використаний домен потужності, в якому різні рівні потужності задіяні для обслуговування різних користувачів. При цьому вважається, що кожним користувачем в NOMA може бути використана вся пропускна здатність каналу доступу до мережі протягом всього часу зв'язку, через це затримка буде зменшена, а швидкість передачі даних користувачів може бути збільшена.

## Історія
За своєю сутністю метод NOMA спирається на принцип ієрархічної модуляції (англ. Hierarchical Modulation, HM).
Його витоки беруть початок в так званій модуляції з багатократним розрізненням (англ. Multi-Resolution Modulation, MRM).
У 1972 році Ковер (англ. Cover) представив теорію передачі з кількома роздільними здатностями, застосування якої було детально описано в 1974 р. При цьому було показано, що якщо одне джерело передає свою інформацію на кілька приймачів з різними умовами каналу, то використання схеми передачі з багатократним розрізненням є вигідним. Спираючись на ці результати, майже через 20 років, у 1993 році Фазель (англ. Fazel) ввів концепцію модуляції з багатократним розрізненням (MRM), яка була об'єднана з багаторівневими схемами кодування.
В 1995 р. ієрархічна модуляція була запропонована для супутникового зв'язку (з цього року схема MRM в літературі стала ототожнюватися з HM), а в 1997 р. — для систем з сигналами COFDM. З тих пір цей вид модуляції постійно удосконалювався, та поширював своє застосування. Мали місце неодноразові спроби запровадити ієрархічну модуляцію у різні стандарти передачі даних.
Суттєво, що асоціація 3GPP включила метод ієрархічної модуляції в LTE-A завдяки його спектральної ефективності, у цьому стандарті він відомий як багатокористувальницька суперпозиційна передача (англ. multiuser superposition transmission, MUST), яка є спеціальним варіантом NOMA.